# Juliet Cowan
Juliet Cowan (n. Belfast, Irlanda del Norte, 21 de mayo de 1974) es una actriz norirlandesa, conocida por su papel de Julie Saunders en The Bill y por su papel de Chrissie Jackson en la serie The Sarah Jane Adventures.

## Biografía
Cowan actuó en el drama policial The Bill, como actriz invitada en más de 20 episodios interpretando a Julie Saunders. También protagonizó el penúltimo episodio de la serie Inspector Morse, como Joanna Franks, una mujer de la época victoriana que es asesinada a bordo de un barco.
También ha interpretado numerosos personajes recurrentes como Nicki en This Life (1997), Carla en The Queen's Nose, la azafata Polly Arnold en Family Affairs (2001), Tanya en Pulling (2003), Josie en Shameless y como Chrissie Jackson en The Sarah Jane Adventures (2007). En 2009, apareció como estrella invitada en el drama adolescente Skins, interpretando a la madre del personaje JJ Jones y regresando de nuevo en la cuarta temporada.
En 2010, apareció en dos episodios de PhoneShop, y en un anuncio de Navidad para la compañía Boots. A finales de 2013, actuó como Rosa Zipzer en el programa de CBBC, 'Hank Zipzer' junto con el actor Henry Winkler.
En, 2017 realizó una aparición en la serie de Netflix The End of the F***ing World, en el primer capítulo como una camarera en un restaurante.

## Vida personal
Cowan está casada con Víctor Paul y tienen tres hijos.